# Lijnmarkt
De Lijnmarkt is een straat in de binnenstad van de Nederlandse stad Utrecht.
De circa 150 meter lange straat bevindt zich tussen de Maartensbrug en de Gaardbrug. Ze loopt op korte afstand evenwijdig aan de Oudegracht. De panden aan de oostzijde van de Lijnmarkt liggen met de achterzijde direct langs deze waterweg, zonder tussenliggende straat, werfkelders of werf. In vroegere tijden was er nog wel een open werf langs de gracht, maar in de loop der eeuwen mocht deze overbouwd worden mits er een openbaar pad zou blijven. De galerij met bogen is het resultaat van deze aanpassing.
De Lijnmarkt is in de middeleeuwen ontstaan. Vanouds hadden handel, ambachten en markten zich geconcentreerd in de aan de voet van de burcht Trecht gelegen handelswijk Stathe. De markten in handelswaren kenden veelal per product ieder een specifieke locatie in en direct om de handelswijk. Rond 1200 kende de gehele locatie van de Lijnmarkt al markt. Vermoedelijk was hier een markthal te vinden en werd er gehandeld in koren.

## Afbeeldingen

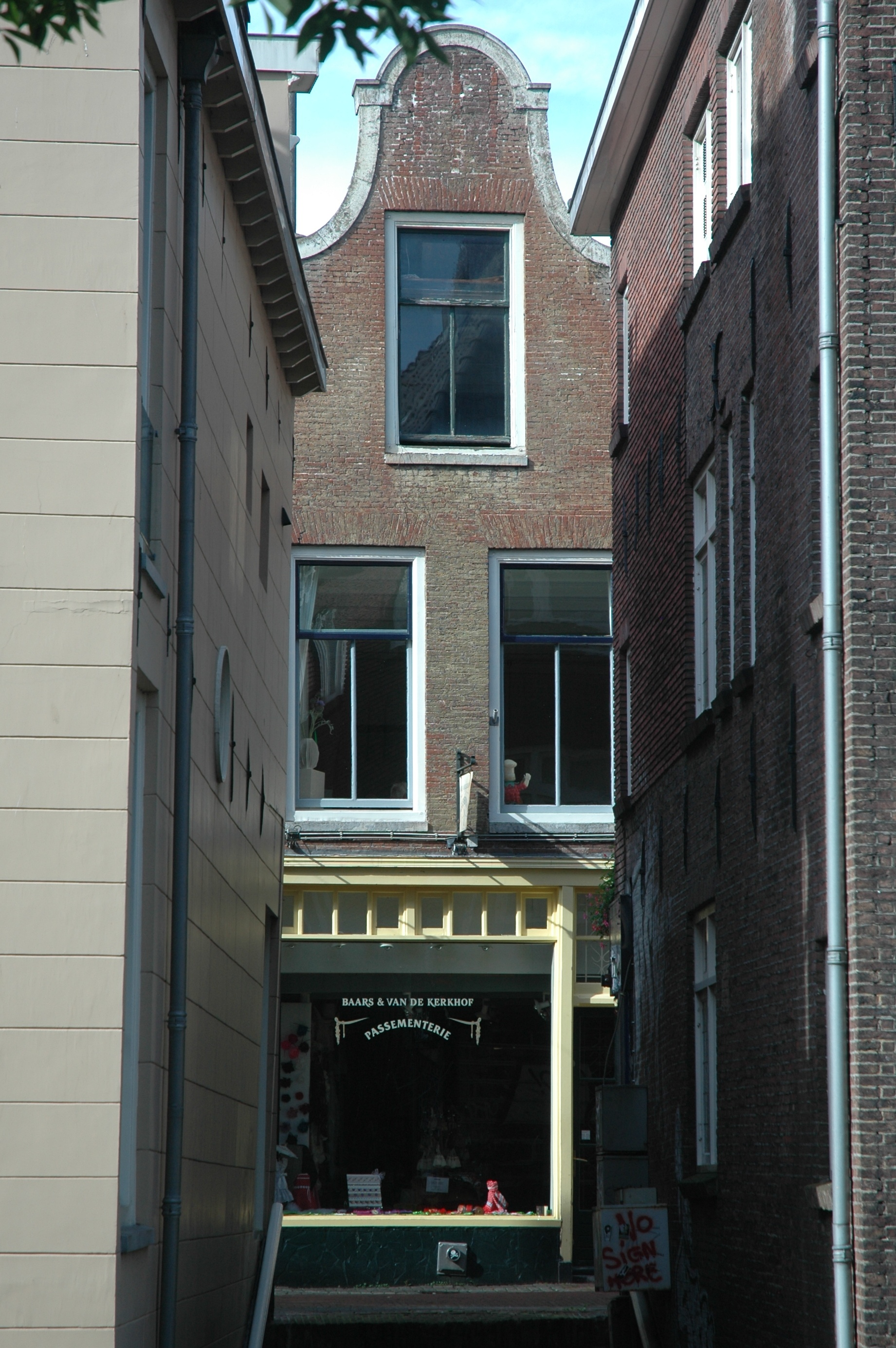
Voorgevel van een van de monumentale panden in de Lijnmarkt.
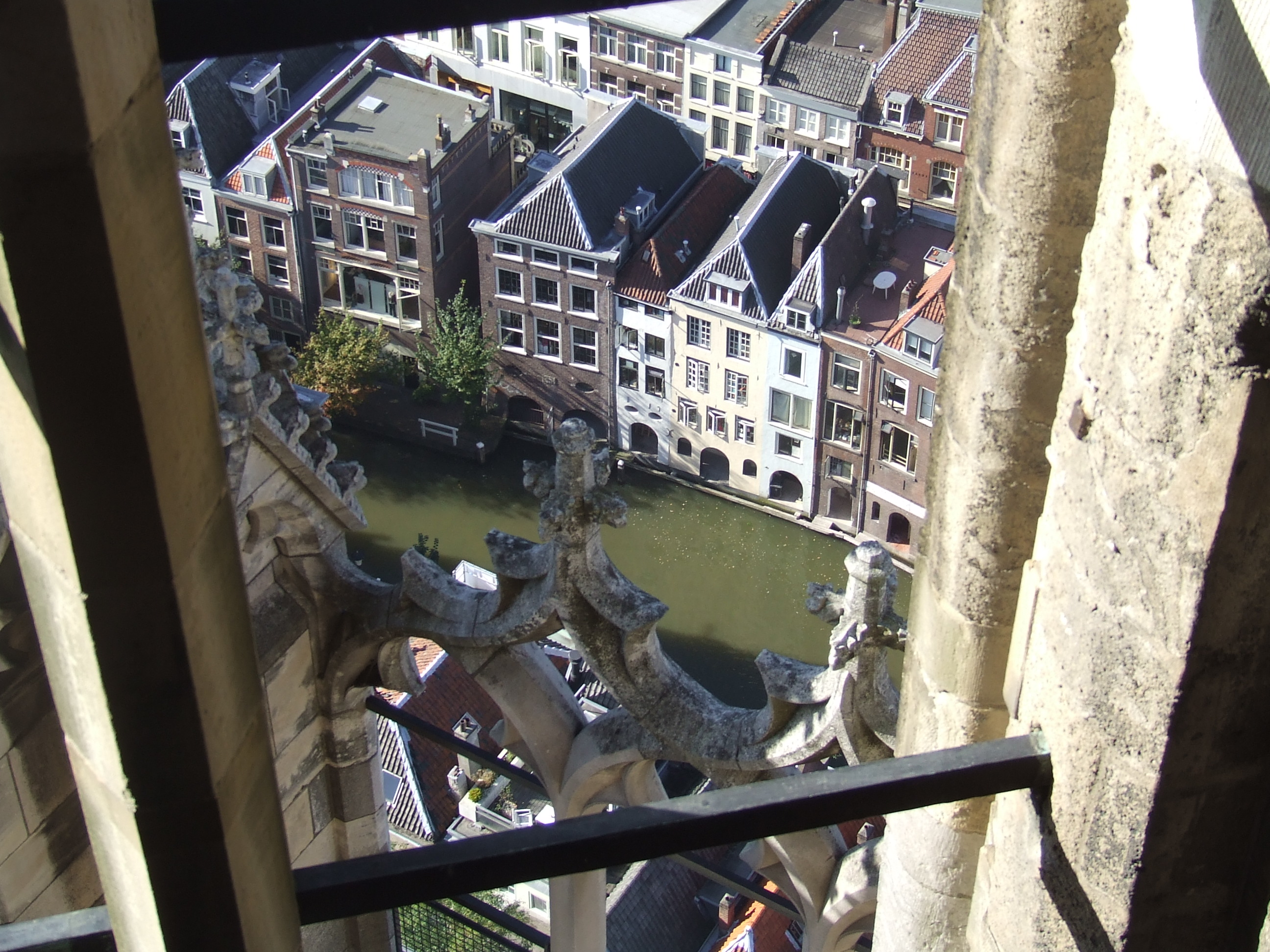
Zicht vanuit de Domtoren op een deel van de Lijnmarkt.